# 喬克尼亞科塔山 (聖安東尼奧德普蒂納省)
14°42′56″S 69°16′28″W / 14.71556°S 69.27444°W

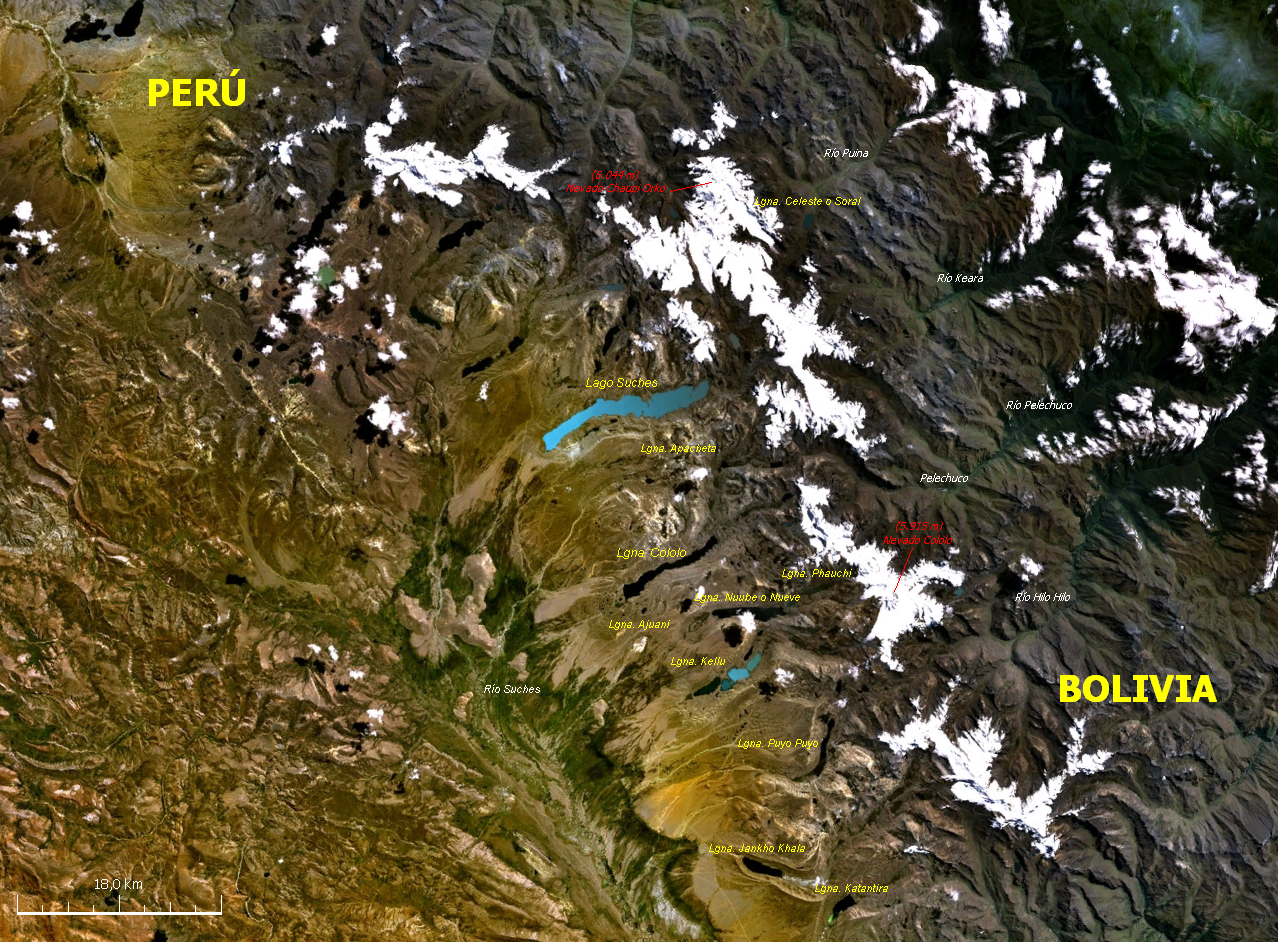
喬克尼亞科塔山在地圖上的位置

喬克尼亞科塔山（Chocñacota），是秘魯的山峰，位於該國東南部普諾大區的聖安東尼奧德普蒂納省，處於帕盧馬尼山西北面，屬於安第斯山脈中阿波洛班巴山脈的一部分，海拔高度5,300米。